# Río Lasifashaj
El río Lasifashaj, a veces citado como río Larsiparsahk, es un río de Tierra del Fuego, Argentina. Corresponde a las cuencas de la zona sur (cordillera) del sector argentino de la isla Grande, tiene orientación oeste-este y desemboca en la bahía Brown, en el canal Beagle.
Tiene un régimen nivopluvial; las crecidas de mayor magnitud, producto de la fusión nival, se producen entre octubre y diciembre. El caudal promedio del río es de 26 litros/s/km².
La divisoria de aguas está conformada al norte por las cumbres de la sierra Alvear, al sur la sierra Sorondo y al oeste por un conjunto morrénico de fondo de valle. 
Algunos de sus afluentes son el río Tristen y el arroyo Hambre. 
La línea de cumbres se encuentra entre 1114-800 m s. n. m..
Predomina el bosque mesófilo en las variedades
Nothofagus pumilio (lenga), Nothofagus antarctica (ñire) y Nothofagus betuloides (guindo o coihue de Magallanes).
En las zonas bajas de la cuenca se desarrollan turberas de musgos del género Sphagnum y ciperáceas del género Carex. Entre la fauna cabe mencionar al castor canadensis, especie introducida.
Parte de la cuenca del río está comprendida en la reserva natural Valle Tierra Mayor.